# Gay Games

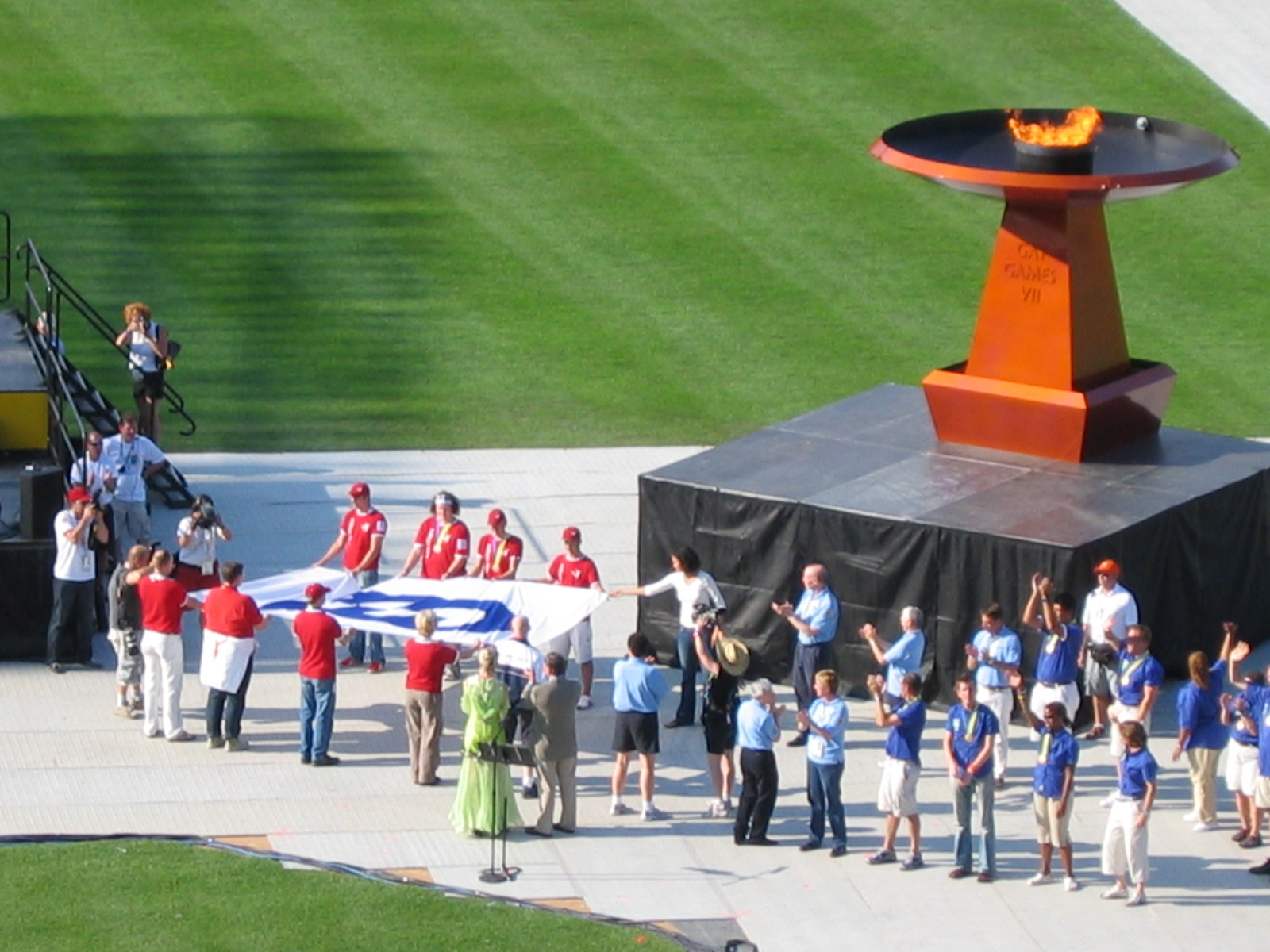
Závěrečný ceremoniál Gay Games 2006.

Gay Games je celosvětová sportovní a kulturní událost, která je určená LGBT sportovcům a umělcům. Zakladatele jsou Tom Waddell, Rikki Streicher a další lidé.
Událost byla založena jako Gay olympijské hry a ty se prvně uskutečnily v San Franciscu roku 1982 a konají se jednou za čtyři roky. Zachovávají si podobnost s olympijskými hrami, včetně Gay Games ohně, který svítí při zahajovacím ceremoniálu. Hry jsou přístupné všem, kteří se chtějí účastnit, bez ohledu na sexuální orientaci a neexistují kvalifikační standardy. Soutěžící pocházejí z mnoha zemí, včetně těch, kde homosexualita zůstává nelegální a skrytá.

## Přehled pořadatelů
| Poř. | Rok  | Město                 | Datum                   |
| ---- | ---- | --------------------- | ----------------------- |
| 1.   | 1982 | San Francisco         | 28. srpna – 2. září     |
| 2.   | 1986 | San Francisco         | 10. – 17. srpna         |
| 3.   | 1990 | Vancouver             | 4. – 11. srpna          |
| 4.   | 1994 | New York              | 18. – 25. června        |
| 5.   | 1998 | Amsterdam             | 1. – 8. srpna           |
| 6.   | 2002 | Sydney                | 2. – 9. listopadu       |
| 7.   | 2006 | Chicago               | 15. – 22. července      |
| 8.   | 2010 | Kolín nad Rýnem       | 31. července – 6. srpna |
| 9.   | 2014 | Cleveland a Akron     | 9. – 16. srpna          |
| 10.  | 2018 | Paříž                 | 4. – 12. srpna          |
| 11.  | 2023 | Hongkong, Guadalajara | 3. – 11. listopadu      |
| 12.  | 2026 | Valencie              |                         |